# Catarina (Texas)
Catarina è un census-designated place degli Stati Uniti d'America, situato nella contea di Dimmit dello Stato del Texas.
La popolazione era di 135 persone al censimento del 2000.

## Geografia fisica
Catarina è situata a 28°20′51″N 99°36′53″W (28.347567, -99.614690).
Secondo lo United States Census Bureau, ha un'area totale di 3,8 miglia quadrate (9,8 km²).

## Società

### Evoluzione demografica
Secondo il censimento del 2000, c'erano 135 persone, 46 nuclei familiari e 40 famiglie residenti nella città. La densità di popolazione era di 35,7 persone per miglio quadrato (13,8/km²). C'erano 77 unità abitative a una densità media di 20,4 per miglio quadrato (7,9/km²). La composizione etnica della città era formata dall'80,74% di bianchi, il 19,26% di altre razze. Ispanici o latinos di qualunque razza erano il 79,26% della popolazione.
C'erano 46 nuclei familiari di cui il 30,4% aveva figli di età inferiore ai 18 anni, il 71,7% erano coppie sposate conviventi, il 17,4% aveva un capofamiglia femmina senza marito, e il 10,9% erano non-famiglie. Il 8,7% di tutti i nuclei familiari erano individuali e il 2,2% aveva componenti con un'età di 65 anni o più che vivevano da soli. Il numero di componenti medio di un nucleo familiare era di 2,93 e quello di una famiglia era di 3,15.
La popolazione era composta dal 20,7% di persone sotto i 18 anni, l'8,9% di persone dai 18 ai 24 anni, il 19,3% di persone dai 25 ai 44 anni, il 27,4% di persone dai 45 ai 64 anni, e il 23,7% di persone di 65 anni o più. L'età media era di 46 anni. Per ogni 100 femmine c'erano 87,5 maschi. Per ogni 100 femmine dai 18 anni in giù, c'erano 91,1 maschi.
Il reddito medio di un nucleo familiare era di 41.000 dollari, e quello di una famiglia era di 41.000 dollari. I maschi avevano un reddito medio di 58.750 dollari contro i 24.750 dollari delle femmine. Il reddito pro capite era di 16.270 dollari. C'erano il 5,0% delle famiglie e il 5,9% della popolazione che vivevano sotto la soglia di povertà, incluso l'8,7% di persone sopra i 64 anni.